# Шевченківський заказник
Зака́зник «Шевче́нківський» — орнітологічний заказник місцевого значення в Україні. Розташований у селі Шевченкове Долинського району Івано-Франківської області, на території Шевченківського лісництва (кв. 9, вид. 24) ДП «Вигодське лісове господарство». 
Площа 3 га, заснований у 1997 році. 
У заказнику зростають більш як столітні липи та клени, які є місцем гніздування сірої чаплі. 
Охоронний знак встановлено Громадською організацією «Туристичне товариство Карпатські стежки» в 2013 році у співпраці з ДП «Вигодське лісове господарство» за сприяння «Фундації Rufford Foundation».

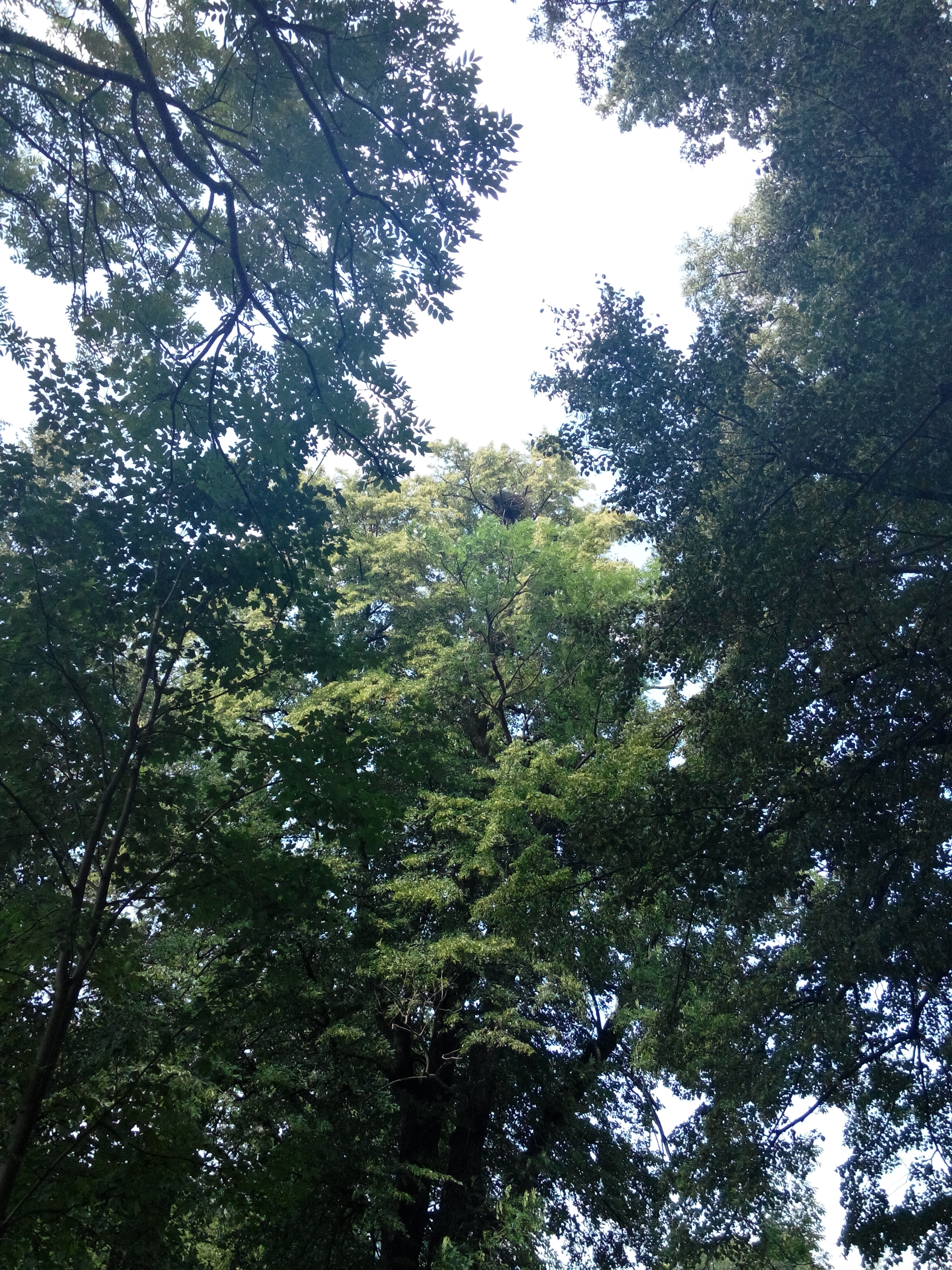
Гніздо чаплі сірої

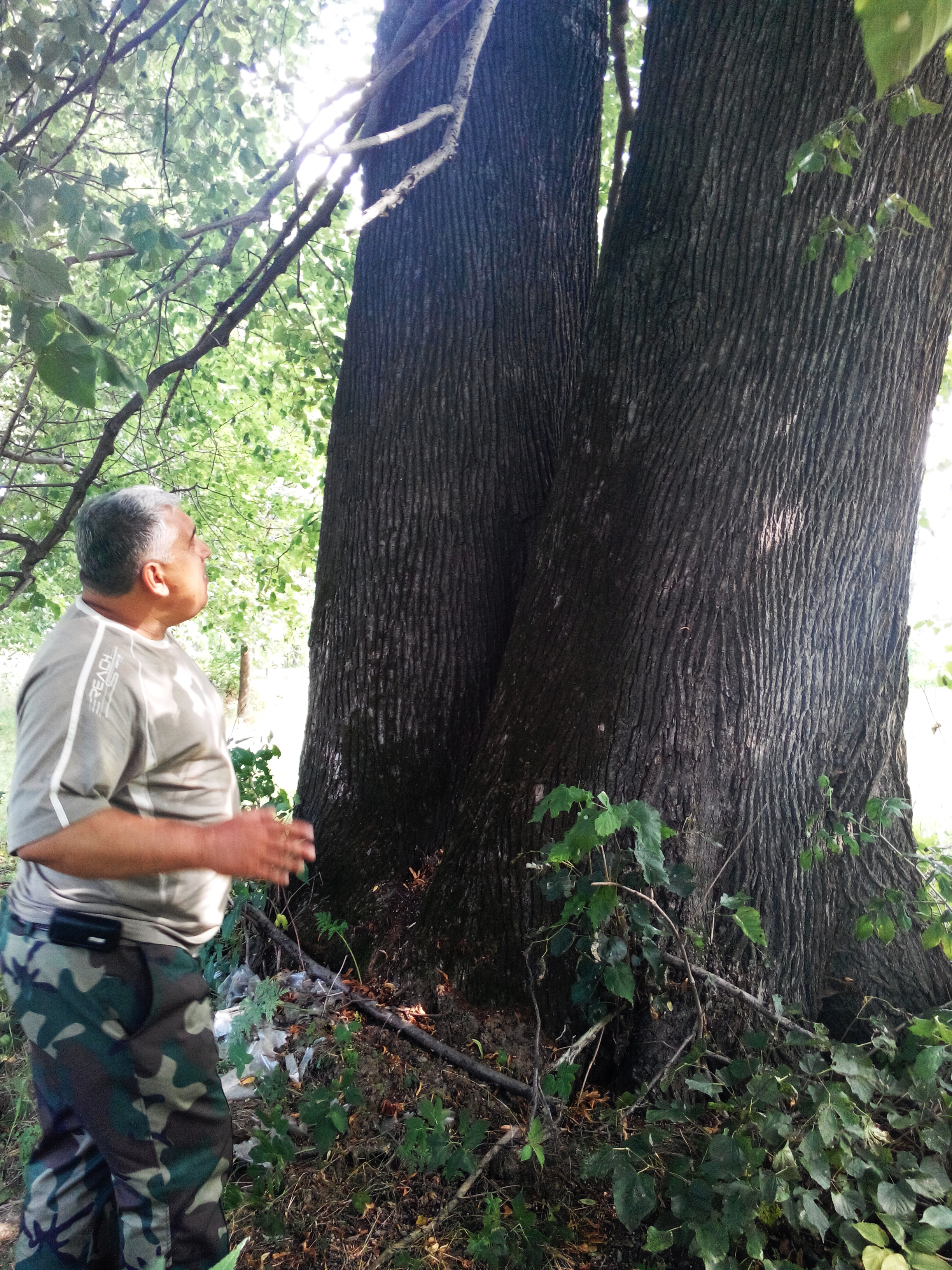
Вікові липи на території заказника

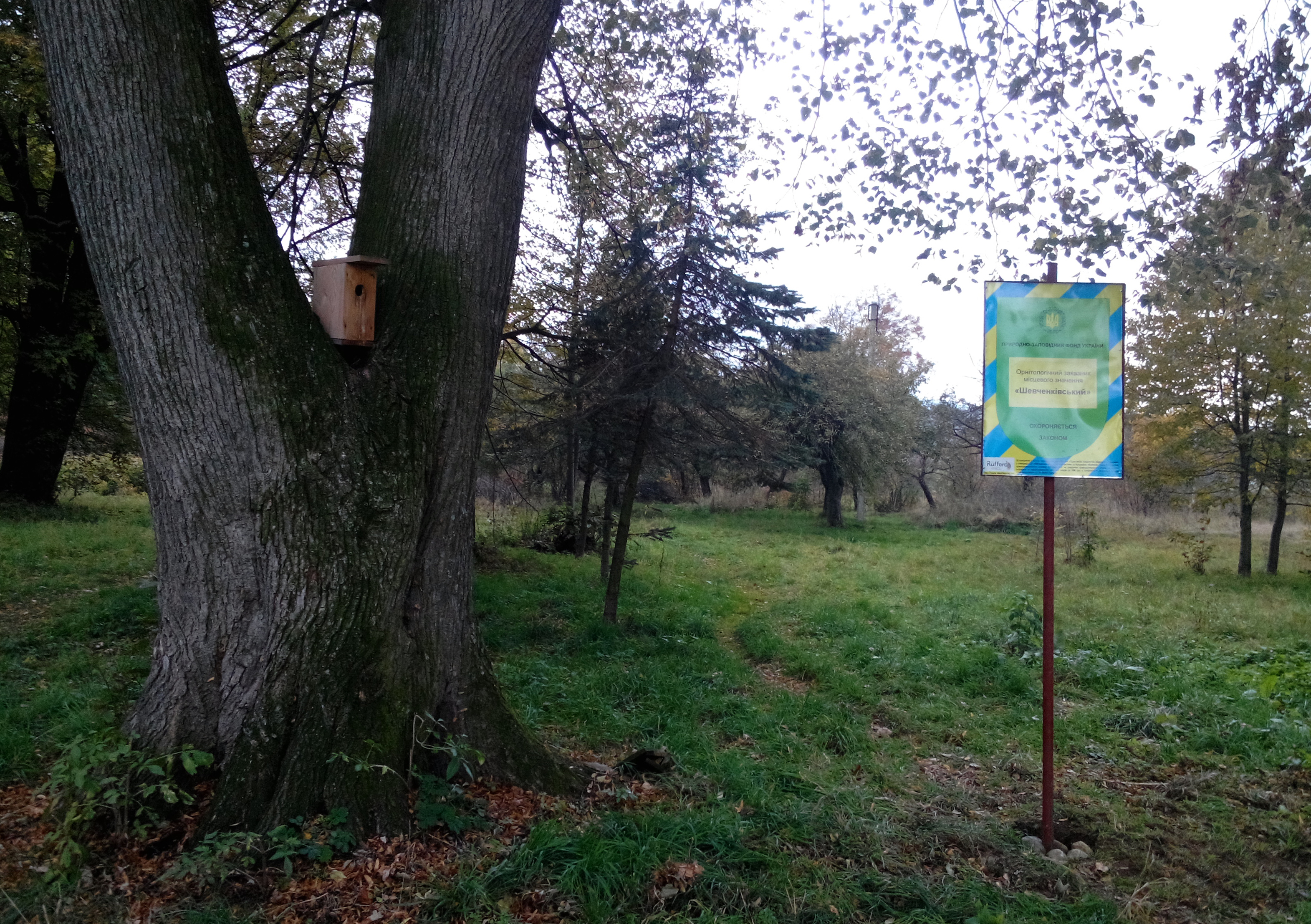
Охоронний аншлаг, встановлений у 2013 р.